# Dinotefuran
Dinotefuran is een organische verbinding uit de groep der neonicotinoïden. Ze wordt gebruikt als insecticide op bladgroenten, gazon en in gebouwen. Ze wordt ook ingezet tegen vlooien en teken bij honden en katten.
Dinotefuran is ontwikkeld door het Japanse bedrijf Mitsui Chemicals. Het werd in 2002 toegelaten in Japan en in 2004 voorwaardelijk toegelaten in de Verenigde Staten. In de Europese Unie is dinotefuran nog niet toegelaten.

## Werking
Dinotefuran werkt op het zenuwstelsel van de insecten door de inhibitie van de nicotinische acetylcholinereceptoren.

## Toxicologie en veiligheid
De stof heeft een vrij lage acute toxiciteit voor zoogdieren. Ze is niet carcinogeen of neurotoxisch. Ze is stabiel in water (geen hydrolyse). Ze is wel zeer toxisch voor honingbijen en zijdewormen. 